# Heinz Moser
Heinz Moser (12 ottobre 1967) è un allenatore di calcio ed ex calciatore svizzero, di ruolo difensore.

## Statistiche

### Presenze e reti nei club
Statistiche aggiornate al termine della carriera.
| Stagione          | Squadra           | Campionato        | Campionato | Campionato | Coppe nazionali | Coppe nazionali | Coppe nazionali | Coppe continentali | Coppe continentali | Coppe continentali | Altre coppe | Altre coppe | Altre coppe | Totale | Totale | Totale |
| Stagione          | Squadra           | Comp              | Pres       | Reti       | Comp            | Pres            | Reti            | Comp               | Pres               | Reti               | Comp        | Pres        | Reti        | Pres   | Reti   |        |
| ----------------- | ----------------- | ----------------- | ---------- | ---------- | --------------- | --------------- | --------------- | ------------------ | ------------------ | ------------------ | ----------- | ----------- | ----------- | ------ | ------ | ------ |
| 1986-1987         | Lucerna           | LNA               | 1          | 0          | CS              | ?               | ?               | -                  | -                  | -                  | -           | -           | -           | 1+     | 0+     |        |
| 1987-1988         | Lucerna           | LNA               | 4+7        | 0+1        | CS              | ?               | ?               | -                  | -                  | -                  | -           | -           | -           | 11+    | 1+     |        |
| 1988-1989         | Lucerna           | LNA               | 13+2       | 0          | CS              | ?               | ?               | Int                | 3                  | 2                  | -           | -           | -           | 18+    | 2+     |        |
| 1989-1990         | Lucerna           | LNA               | 16+14      | 0          | CS              | 3               | 0               | Int+CC             | 5+2                | 1+0                | SS          | 1           | 0           | 41     | 1      |        |
| 1990-1991         | Lucerna           | LNA               | 21+12      | 2+1        | CS              | ?               | ?               | Int+CU             | 5+4                | 0                  | -           | -           | -           | 42+    | 3+     |        |
| 1991-1992         | Lucerna           | LNA               | 22+14      | 3+3        | CS              | 1+              | 1+              | -                  | -                  | -                  | -           | -           | -           | 37+    | 7+     |        |
| 1992-1993         | Young Boys        | LNA               | 21+14      | 4+0        | CS              | ?               | ?               | Int                | 3                  | 0                  | -           | -           | -           | 38+    | 4+     |        |
| 1993-1994         | Young Boys        | LNA               | 22+14      | 3+2        | CS              | ?               | ?               | Int+CU             | 3+2                | 0                  | -           | -           | -           | 41+    | 5+     |        |
| lug.-dic. 1994    | Young Boys        | LNA               | 21         | 2          | CS              | ?               | ?               | Int                | 3                  | 0                  | -           | -           | -           | 24+    | 2+     |        |
| Totale Young Boys | Totale Young Boys | Totale Young Boys | 92         | 11         |                 | ?               | ?               |                    | 11                 | 0                  |             | -           | -           | 103+   | 11+    |        |
| gen.-giu. 1995    | Sion              | LNA               | 0+12       | 0          | CS              | 1+              | 0+              | Int+CU             | -                  | -                  | -           | -           | -           | 13+    | 0+     |        |
| 1995-1996         | Sion              | LNA               | 17+10      | 0+1        | CS              | 1+              | 0+              | CdC                | 4                  | 1                  | -           | -           | -           | 32+    | 2+     |        |
| Totale Sion       | Totale Sion       | Totale Sion       | 39         | 1          |                 | 2+              | 0+              |                    | 4                  | 1                  |             | -           | -           | 45+    | 2+     |        |
| 1996-1997         | Lucerna           | LNA               | 21+13      | 2+2        | CS              | 2+              | 0+              | Int                | 2                  | 0                  | -           | -           | -           | 38+    | 4+     |        |
| 1997-1998         | Lucerna           | LNA               | 22+12      | 0          | CS              | ?               | ?               | CdC                | 2                  | 0                  | -           | -           | -           | 36+    | 0+     |        |
| 1998-mar. 1999    | Lucerna           | LNA               | 20+3       | 3+0        | CS              | ?               | ?               | -                  | -                  | -                  | -           | -           | -           | 23+    | 3+     |        |
| Totale Lucerna    | Totale Lucerna    | Totale Lucerna    | 217        | 17         |                 | 6+              | 1+              |                    | 23                 | 3                  |             | 1           | 0           | 247+   | 21+    |        |
| mar.-giu. 1999    | Thun              | LNB               | 0+2        | 0          | CS              | -               | -               | -                  | -                  | -                  | -           | -           | -           | 23+    | 3+     |        |
| 1999-2000         | Thun              | LNB               | 2+ + 12    | 0+1        | CS              | 1+              | 0+              | -                  | -                  | -                  | -           | -           | -           | 15+    | 1+     |        |
| 2000-2001         | Thun              | LNB               | ?          | ?          | CS              | ?               | ?               | -                  | -                  | -                  | -           | -           | -           | ?      | ?      |        |
| 2001-2002         | Thun              | LNB               | 2+ + 14    | 0+2        | CS              | ?               | ?               | -                  | -                  | -                  | -           | -           | -           | 16+    | 2+     |        |
| 2002-2003         | Thun              | LNA               | 25         | 0          | CS              | ?               | ?               | -                  | -                  | -                  | -           | -           | -           | 25+    | 0+     |        |
| Totale Thun       | Totale Thun       | Totale Thun       | 57+        | 3+         |                 | 1+              | 0+              |                    | -                  | -                  |             | -           | -           | 58+    | 3+     |        |
| Totale carriera   | Totale carriera   | Totale carriera   | 405+       | 32+        |                 | 9+              | 1+              |                    | 38                 | 4                  |             | 1           | 0           | 454+   | 37+    |        |

## Palmarès

### Calciatore
- Campionato svizzero: 1

Lucerna: 1988-1989
- Coppa Svizzera: 3

Lucerna: 1991-1992
Sion: 1994-1995, 1995-1996